# جوش هارينجتون
جوش هارينجتون (بالإنجليزية: Josh Harrington)‏ هو دراج أمريكي، ولد في 21 أغسطس 1983.